# Teseu Valentí
Teseu Valentí i Dameto (Ciutat de Mallorca, 1449–1511), fou un jurista, donzell i polític mallorquí.
Fill de Ferran Valentí, de qui n'heretà la seva rica biblioteca humanística, i d'Elionor Unís, es doctorà en dret a Bolonya el 1483. Es relacionà amb personatges rellevants de les lletres catalanes de l'època, com l'arxiver, historiador i cal·lígraf Pere Miquel Carbonell i l'hel·lenista Jeroni Pau.
Ocupà diversos càrrecs públics, com els de conseller del Gran i General Consell per l'estament dels ciutadans (1485, 1492 i 1500); jurat en representació del mateix estament (1496); assessor del veguer de la ciutat (1486, 1496, 1502 i 1508); advocat de la Universitat (1485 i 1495); assessor del veguer de fora (1500 i 1511), i assessor del batle de la ciutat (1489, 1493 i 1506).
És l'autor del «Sumari e repertori de les franqueses e privilegis del Regne de Mallorques» (1495), conegut com la Valentina, escrit en català i amb un pròleg erudit sobre l'art de govern, amb referències a Ciceró.